# Ragazze sole
Ragazze sole è un cortometraggio del 2022 diretto da Gaetano Acunzo, tratto dalla pièce teatrale Ragazze sole con qualche esperienza di Enzo Moscato, interpretato da Davide Cristiano e Angelo Pepe.
L'opera è la prima trasposizione cinematografica del testo di Enzo Moscato, scritto nel 1985, per l'interpretazione dello stesso Moscato e di Annibale Ruccello.

## Trama
A Napoli, il 23 novembre 1980, giorno del terremoto, Bolero Film e Grand Hotel, due travestiti, sono in attesa dell'arrivo dei propri fidanzati galeotti conosciuti per corrispondenza. 
Grand Hotel utilizza le proprie arti divinatorie per scoprire in anticipo le fattezze dei due amanti, ma nel fondo del bicchiere interrogato, le appaiono due bare. I due travestiti si interrogano sul significato della premonizione in un alterco che si sovrappone all'imminente scossa mortale del sisma.

## Riconoscimenti
2022 - Omovies
- Miglior cortometraggio

2022 - Accordi @ disaccordi - Festival internazionale del cortometraggio
- Candidatura al miglior film

2022 - 8 & Halfilm Awards
- Official Art Selection

2022 - Utsav Film Festival
- Menzione speciale

2022 - CortoDino De Laurentiis
- Menzione speciale

2023 - Paris Film Awards
- Best LGBT Shortmovie

2023 - Alternative International Film Festival - Toronto
- Miglior film internazionale

2023 - Capri Hollywood International Film Festival 
- Candidatura al miglior cortometraggio

2023 - New York Movie Awards
- Premio Best Drama

2023 - Theta Short Film Festival
- Miglior cortometraggio italiano

2023 - South Italy International Film Festival 
- Miglior cortometraggio WeShort

2023 - Nano Film Festival
- Candidatura al miglior cortometraggio

2023 - Pompei Street Festival
- Candidatura al miglior cortometraggio
- Premio alla miglior Fotografia

2023 - Social World Film Festival
- Candidatura al miglior cortometraggio

2023 - CL Short Film Festival
- Miglior regia

2024 - Napoli Film Festival
- Finalista al miglior cortometraggio